# Фаба (Горња Гарона)
Фаба (фр. Fabas) насеље је и општина у јужној Француској у региону Миди Пирене, у департману Горња Гарона која припада префектури Сен Годан.
По подацима из 2011. године у општини је живело 209 становника, а густина насељености је износила 11,19 становника/km². Општина се простире на површини од 18,68 km². Налази се на средњој надморској висини од 340 метара (максималној 357 m, а минималној 256 m).

## Демографија
| 1962. | 1968. | 1975. | 1982. | 1990. | 1999. | 2011. |
| ----- | ----- | ----- | ----- | ----- | ----- | ----- |
| 232   | 277   | 239   | 244   | 206   | 214   | 209   |

График промене броја становника у току последњих година